# Паника 1857.
Паника 1857. (енгл. Panic of 1857) је била финансијска паника у Сједињеним Америчким Државама узрокована падом међународне економије и претераним ширењем домаће економије. Услед открића телеграфа од стране Самјуела Морзеа 1844, Паника 1857, је била прва финансијска криза која се брзо проширила кроз целе САД. Светска привреда је такође до 1850-их постала више повезана, што је од Панике 1857. направило прву економску кризу која је захватила читав свет. У Британији, Палмерстонова влада је заобишла обавезе Закона о банкарским повељама из 1844, које су налагале да резерве злата и сребра одговарају количини новца у оптицају. Ширење вести о овој одлуци је довело до панике у Британији.
Економски пад је почео у септембру 1857, и није трајао дуго, али прави опоравак није виђен све до почетка Грађанског рата 1861. Потонуће брода СС Централна Америка је допринело паници 1857, јер су њујоршке банке очекивале веома потребну испоруку злата. Америчке банке се нису опоравиле до после Грађанског рата. Након пропасти Компаније за животно осигурање и траст Охајо, финансијска паника се брзо проширила и фирме су почеле да пропадају, железничка индустрија је доживела пад а стотине радника је отпуштено.
Године које су претходиле Паници 1857 су биле просперитетне, и многе банке, трговци и фармери су искористили прилику да ризикују у својим улагањима, али када су цене на тржишту почеле да падају, они су убрзо почели да осећају ефекте финансијске панике.